# Juvignac
Juvignac is een gemeente in het Franse departement Hérault (regio Occitanie). De plaats maakt deel uit van het arrondissement Montpellier. Juvignac telde op 1 januari 2022 13.776 inwoners.

## Geografie
De oppervlakte van Juvignac bedroeg op 1 januari 2022 10,83 vierkante kilometer; de bevolkingsdichtheid was toen 1.272 inwoners per km².

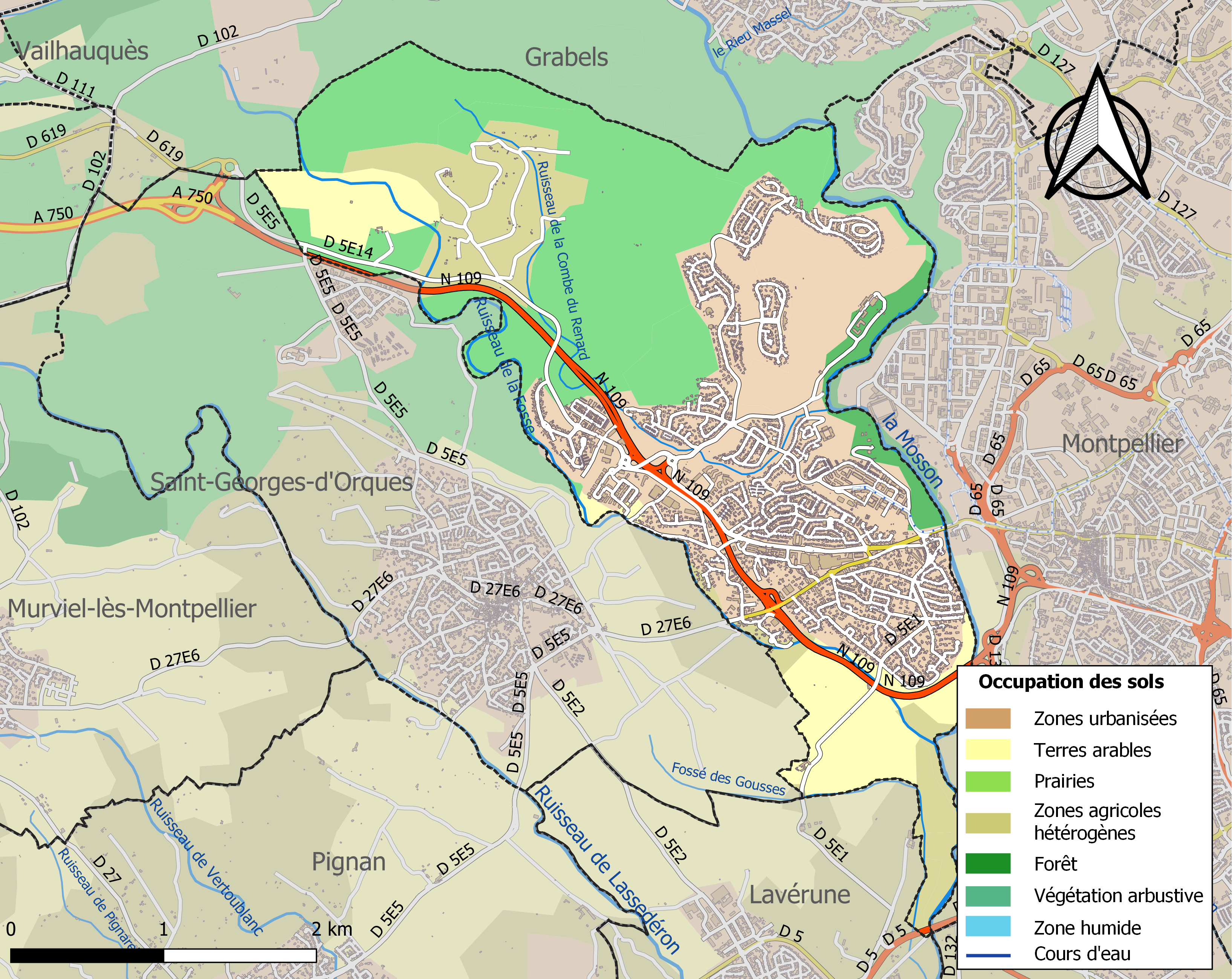
Kaart van de gemeente met belangrijkste infrastructuur, bodemgebruik en omliggende gemeenten

## Demografie
Onderstaande figuur toont het verloop van het inwonertal (bron: INSEE-tellingen).

## Partnersteden
- Kalkar (Duitsland)